# Pelegrina yucatecana
Pelegrina yucatecana là một loài nhện trong họ Salticidae.
Loài này thuộc chi Pelegrina. Pelegrina yucatecana được Maddison miêu tả năm 1996.